# Gazoduc trans-balkanique

Carte des gazoducs. Le gazoduc trans-balkanique travers la Turquie, la Bulgarie et la Roumanie.

Le gazoduc trans-balkanique est un gazoduc reliant la Turquie à l'Ukraine en traversant la Bulgarie et la Roumanie, avec des embranchements vers la Grèce et la Macédoine du Nord,,,. Il était utilisé par Gazprom pour livrer du gaz à la Turquie. Avant la construction du gazoduc Blue Stream c'était le seul gazoduc international approvisionnant la Turquie.
Il est relié au nord aux gazoducs ukrainiens via la station de compression du gaz d'Orlivka (en),.
Bien que conçu pour transporter du gaz du nord vers le sud, il peut être également utilisé dans l'autre sens. Depuis 2020, son tronçon allant de la Turquie à la Bulgarie jusqu'à la station de compression de Provadia est utilisé pour le transport du gaz naturel reçu de Turkish Stream. Il peut également être utilisé pour transporter du gaz azerbaïdjanais via le gazoduc transanatolien, d'une capacité de 17 à 20 ou 25 Gm3 par an.
La Roumanie participe également au pipeline trans-balkanique.
En 2022, environ 2 milliards de mètres cubes de Turkish Stream ont été acheminés vers la Roumanie via le gazoduc trans-balkanique.
En 2023, la Moldavie a reçu du gaz non russe par le gazoduc. L'Ukraine a proposé que le flux se fasse en permanence du sud vers le nord.

## Corridor vertical
Le projet de « corridor vertical » est signé en 2016 entre la Grèce, la Bulgarie, la Roumanie et la Hongrie. Il est rejoint en janvier 2024 par l'Ukraine, la Moldavie et la Slovaquie. Il prévoit des échanges de gaz dans toutes les directions entre les différents pays en passant par le gazoduc trans-balkanique.